# 波士尼亞與赫塞哥維納社會民主黨

波斯尼亚和黑塞哥维那社会民主党标志

波士尼亞與赫塞哥維納社會民主黨是波士尼亞與赫塞哥維納的一個政黨。波士尼亞與赫塞哥維納社會民主黨自稱是一個跨民族政黨，但主要支持者是波什尼亚克人。波士尼亞與赫塞哥維納社會民主黨成立於1992年，前身是波斯尼亚和黑塞哥维那共产主义者联盟。波士尼亞與赫塞哥維納社會民主黨是歐洲社會黨和社會黨國際的成員。